# 弗雷德里克·德尔普拉
弗雷德里克·德尔普拉（法語：Frédéric Delpla，1964年11月9日—），生于萨塞勒，法国男子击剑运动员。他曾代表国家参加1988年夏季奥运会击剑比赛，结果在男子重剑团体小项上获得金牌。